# Letsôk-aw Kyun
Letsôk-aw Kyun är en ö i Myanmar.   Den ligger i regionen Taninthayiregionen, i den södra delen av landet, 900 km söder om huvudstaden Naypyidaw. Arean är 250 kvadratkilometer.
Terrängen på Letsôk-aw Kyun är lite kuperad. Öns högsta punkt är 672 meter över havet. Den sträcker sig 42,3 kilometer i nord-sydlig riktning, och 17,3 kilometer i öst-västlig riktning.